# Buszehr (ostan)
Buszehr (pers. ‏استان بوشهر‎) – ostan w południowo-zachodnim Iranie nad Zatoką Perską. Stolicą jest Buszehr.

## Geografia
Ostan Buszehr położony jest w południowo-zachodnim Iranie w obrębie drugiego regionu administracyjnego. Od północy graniczy z ostanami Chuzestan i Kohgiluje wa Bujerahmad, od wschodu z Farsem, od południa z Hormozganem, a od zachodu leży nad wodami Zatoki Perskej. W jego skład wchodzą wyspy Dżazire-je Chark, Dżazire-je Charku, Dżazire-je Szif, Dżazire-je Abbasak i Dżazire-je Negin. Zajmuje powierzchnię 22 742,7 km².

## Demografia
W 1996 roku ostan ten zamieszkiwało 743 675, z których 55,3% zamieszkiwało miasta, 44,8% wsie, a 0,2% stanowiły osoby nieosiedlone. Według spisu ludności z 2006 roku ostan Buszehr zamieszkiwało 886 267 osób. Spis ludności z 2011 roku podaje 1 032 949 mieszkańców, co stanowi 1,37% populacji Iranu. Wśród tych osób 560 955 stanowili mężczyźni, a 471 994 kobiety. 72% stanowiła ludność w wieku 15-64 lat, 24,1% w wieku do lat 14, a 3,9% w wieku lat 65 i starsi.